# Samyama
Samyama (Sanskrit संयम saṃ-yama, „Sammlung“) ist ein fachlicher Terminus in der Theorie des Yoga und bezeichnet die Einheit dreier kontemplativer Übungen.

## Ursprung und Bedeutung
Ursprung des Begriffs ist das Yogasutra von Patanjali:

„1. räumliche Bündelung des Bewußtseins ist "Konzentration" (Dharana), 
2. die darin an-denkend auf Eines gerichtete Anspannung ist "Versenkung" (Dhyana), wenn diese nur in einer aus Sinn bestehenden Erscheinung aufleuchtet, 
3. in seiner Eigengestalt gleichsam leer (zu sein) ist "Erleuchtung" (Samadhi), 
diese drei in eins zusammengefaßt ist "Fokussierung des Bewußtseins" (Samyama)“

Die Kombination von Dharana (Konzentration), Dhyana (Versenkung) und Samadhi (Erleuchtung) hat demnach das Ziel, die Einheit mit einem (vorgestellten) Objekt herzustellen.
Samyama wird von Yogis verschiedener Richtungen (z. B. Raja Yoga) regelmäßig angewendet.